# روزا تيمونين
روزا تيمونين (بالفنلندية: Roosa Timonen) مواليد 20 فبراير 1997 في تامبيري، هي لاعبة كرة مضرب فنلندية. حصلت على المركز الثاني في بطولة شرم الشيخ في مصر سنة 2015.

## النهائيات

### الزوجي (0–1)
| الحصيلة | الرقم | التاريخ       | الدورة         | الأرضية | الشريك    | المنافس                       | النتيجة       |
| ------- | ----- | ------------- | -------------- | ------- | --------- | ----------------------------- | ------------- |
| الوصافة | 1.    | 31 أغسطس 2015 | شرم الشيخ، مصر | صلبة    | إيلا ليفو | يوليا بريزجالوفا كانيكا فيديا | 6–7(4–7), 4–6 |

## روابط خارجية
- روزا تيمونين على موقع رابطة محترفات التنس (الإنجليزية)
- روزا تيمونين على موقع الاتحاد الدولي لكرة المضرب (الإنجليزية)
- روزا تيمونين على موقع كأس بيلي جين كينغ (الإنجليزية)